# Samia Hachemi
Pour les articles homonymes, voir Hachemi.
Samia Hachemi (en arabe : سامية هاشمي), née le 19 avril 1966, est une judokate algérienne.

## Carrière
Aux Championnats d'Afrique de judo 1986 à Casablanca, Samia Hachemi remporte la médaille de bronze dans la catégorie des moins de 66 kg.
Elle participe au tournoi de démonstration de judo aux Jeux olympiques d'été de 1988 à Séoul : battue au premier tour par la Japonaise Hikari Sasaki, elle perd en repêchage sur ippon contre l'Autrichienne Roswitha Hartl.